# Articoli enriciani

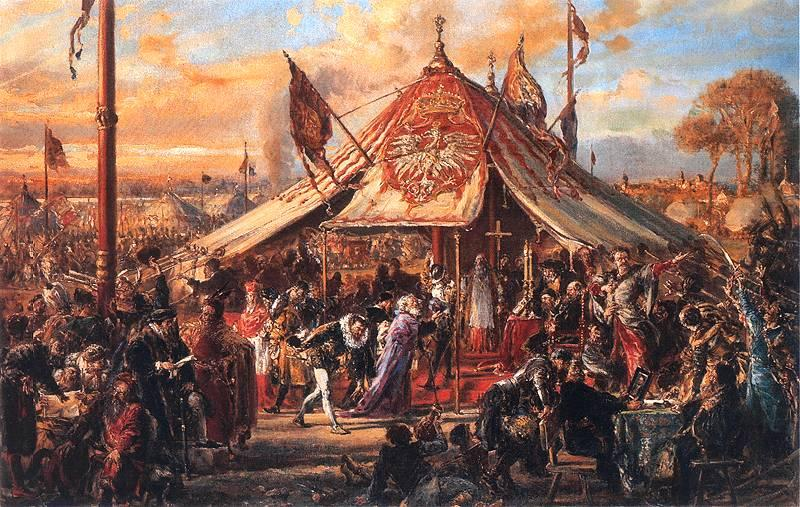
Le prime elezioni libere polacche di Henryk Walezy nel 1573 (dipinto di Jan Matejko del 1889)

Gli Articoli enriciani o Articoli del re Enrico (Artykuły henrykowskie in lingua polacca; Articuli Henriciani in lingua latina) furono un documento che fissava i principi fondamentali del governo dell'Unione polacco-lituana. Essi costituirono così la legge costituzionale dell'Unione.

## Origine
I 21 articoli furono redatti e adottati dalla nobiltà polacco-lituana  (Szlachta) nel 1573, nella villa di Kamien (vicino a Varsavia), durante l'interregno che seguì all'estinzione della dinastia degli Jagelloni. Il documento deve il suo nome al duca d'Angiò Enrico, figlio quartogenito maschio di Enrico II di Francia e di Caterina de' Medici e fratello, al momento della sua elezione a primo re dell'Unione polacco-lituana, del re di Francia Carlo IX; il suo nome fu trasformato nel polacco Henryk Walezy. Egli, prima di essere incoronato, dovette giurare di fronte ad una delegazione della Szlachta appositamente recatasi a Parigi, la sua fedeltà agli articoli che prenderanno così il suo nome.

## Contenuti
Gli articoli disponevano che:
- il re sarebbe stato eletto dalla nobiltà (Szlachta) e doveva trattarsi di una libera elezione. Fra l'altro era esclusa la successione per diritto ereditario;
- il re doveva convocare il Sejm (il parlamento polacco) almeno una volta ogni due anni e per un periodo di sei settimane;
- ogni nuova imposizione fiscale e qualsiasi creazione di un monopolio non poteva essere decisa senza l'accordo del parlamento;
- il re non poteva decidere la mobilitazione militare né dichiarare guerra né concludere la pace senza l'accordo del parlamento
- il re non poteva decidere la mobilitazione militare per un servizio militare da prestarsi fuori dai confini dell'Unione, senza un compenso per le truppe ed egli doveva pagare per l'armata regia (gli articoli non fecero che confermare un uso);
- un consiglio di 16 senatori, chiamati anche "residenti", era eletto  dal parlamento per un periodo di due anni. I membri di questo "consiglio" dovevano affiancare il re a turno (4 per ciascun periodo di sei mesi), come consiglieri e sorveglianti permanenti allo scopo di assicurarsi che il re non prendesse alcuna decisione contraria alle leggi dell'Unione;
- la nobiltà (Szlachta) aveva il diritto del rifiuto all'obbedienza al re, se questi avesse infranto le leggi dell'Unione.

Fra l'altro questi articoli:
- incorporavano le Garanzie di libertà religiosa della Confederazione di Varsavia;
- includevano un elenco degli impieghi e dei titoli ufficiali dell'Unione.

Ogni re doveva giurare che: « … se Noi faremo qualunque cosa che sia contro le leggi, libertà, privilegi e costumi, Noi dichiariamo che ogni abitante del regno sia libero dalle proprie obbligazioni nei Nostri confronti.».
Gli articoli enriciani erano, così, una dichiarazione permanente che tutti i re eletti avrebbero dovuto giurare di rispettare, mentre i Pacta conventa comprendevano unicamente gli impegni personali del futuro re. Il re eletto doveva, prima della sua incoronazione, firmare gli Articoli del re Enrico a complemento dei Pacta conventa, che riguardavano la sua persona. La distinzione fra i due documenti scomparve progressivamente nel corso delle successive elezioni.